# Обсерватория Исаака Робертса
Обсерватория Исаака Робертса (неофициальное название «Starfields») — частная астрономическая обсерватория, основанная в апреле 1885 года в Maghull около Ливерпуля Исааком Робертсом. Это была первая крупная обсерватория специально созданная для занятия астрофотографией. Исаак Робертс заказал для своих опытов с фотографированием небесных объектов телескоп диаметром 20 дюймов и фокусным расстоянием в 100 дюймов. 10 октября 1887 года Робертсом была получена первая в мире фотография туманности Андромеды, на которой явно была видна спиральная структура галактики. Исаак Робертс является пионером в области астрофотографии. В 1890 году обсерватория переезжает в Кроуборо. На этой же обсерватории впервые были сняты с хорошей детализацией большинство самых известных объектов глубокого космоса. В 1886 году Исаак выставил свои первые снимки в Королевском астрономическом обществе: Плеяды и Большую туманность Ориона. В издании «Photographs of Stars, Star Clusters and Nebulae» (1899) Робертс опубликовал свои работы. За время работы обсерватории было отснято более 200 снимков неба. Обсерватория была внесена в список кодов обсерваторий Центра Малых планет под номером 001 и кодовым обозначением «Кроуборо».

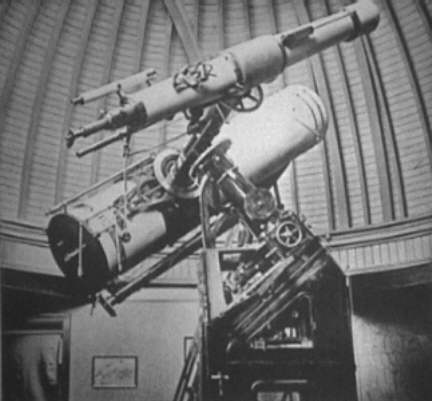
Телескоп обсерватории